# Casa de Oettingen-Spielberg
Oettingen-Spielberg es una familia noble y un condado al este del moderno estado federado de Baden-Württemberg y al oeste de Baviera, Alemania.

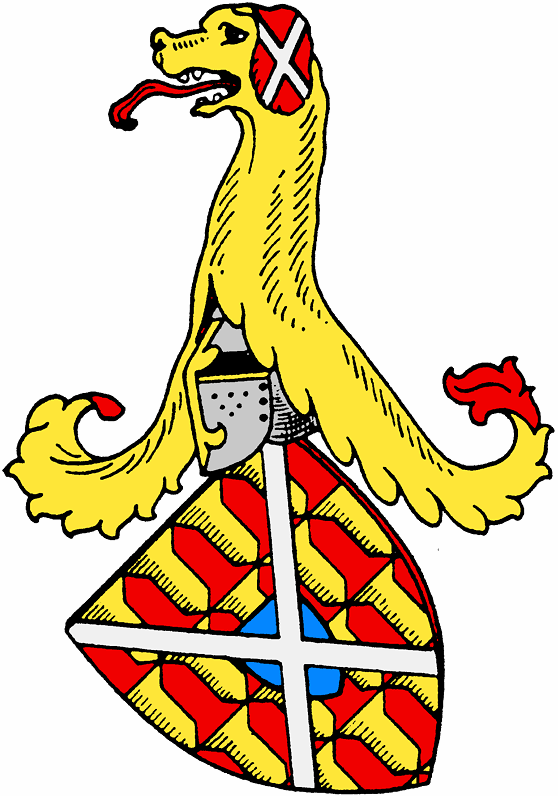
Armas de la Casa de Oettingen.

Oettingen-Spielberg fue creado como una partición de Oettingen-Wallerstein en 1602. Fue elevado a Principado en 1734, mediatizado al Reino de Baviera en 1806, y dividido con el Reino de Wurtemberg en 1810. La otra rama todavía existente de la familia Oettingen es la Casa de Oettingen-Wallerstein.

## Condes de Oettingen-Spielberg (1602-1734)[1]
- Conde Guillermo III de Oettingen (1570-1600)
  - Marcos Guillermo, Conde 1602-1614 (1590-1614)
  - Juan Alberto, Conde 1614-1632 (1591-1632)
    - Juan Francisco, Conde 1632-1665 (1631-1665)
      - Juan Sebastián, Conde 1665-1675 (1655-1675)
      - Juan Guillermo, Conde 1675-1685 (1655-1685)
      - Francisco Alberto I, Conde 1685-1734 (1663-1737), creado Príncipe imperial de Oettingen-Oettingen y Oettingen-Spielberg en 1734.

## Príncipes de Oettingen-Spielberg (soberanos desde 1734 - mediatización en 1806)[2]
- Francisco Alberto I, 1.º Príncipe 1734-1737 (1663-1737)
  - Juan Aloisio I, 2.º Príncipe 1737-1780 (1707-1780)
  - Príncipe Antonio Ernesto (1712-1768)
    - Juan Aloisio II, 3.º Príncipe 1780-1797 (1758-1797)
      - Juan Aloisio III Antonio, 4.º Príncipe 1797-1855 (1788-1855)
        - Otón I Carlos, 5.º Príncipe 1855-1882 (1815-1882)
          - Francisco Alberto II, 6.º Príncipe 1882-1916 (1847-1916)
          - Emilio, 7.º Príncipe 1916-1919 (1850-1919)
            - Otón II José, 8.º Príncipe 1919-1952 (1879-1952)
              - Aloisio Felipe, 9.º Príncipe 1952-1975 (1920-1975)
                - Alberto Ernesto, 10.º Príncipe 1975-presente (n. 1951)
                  - Francisco Alberto, Príncipe Heredero de Oettingen-Oettingen y Oettingen-Spielberg (n. 1982)

En la actualidad, en propiedad del Príncipe de Oettingen-Spielberg existen:

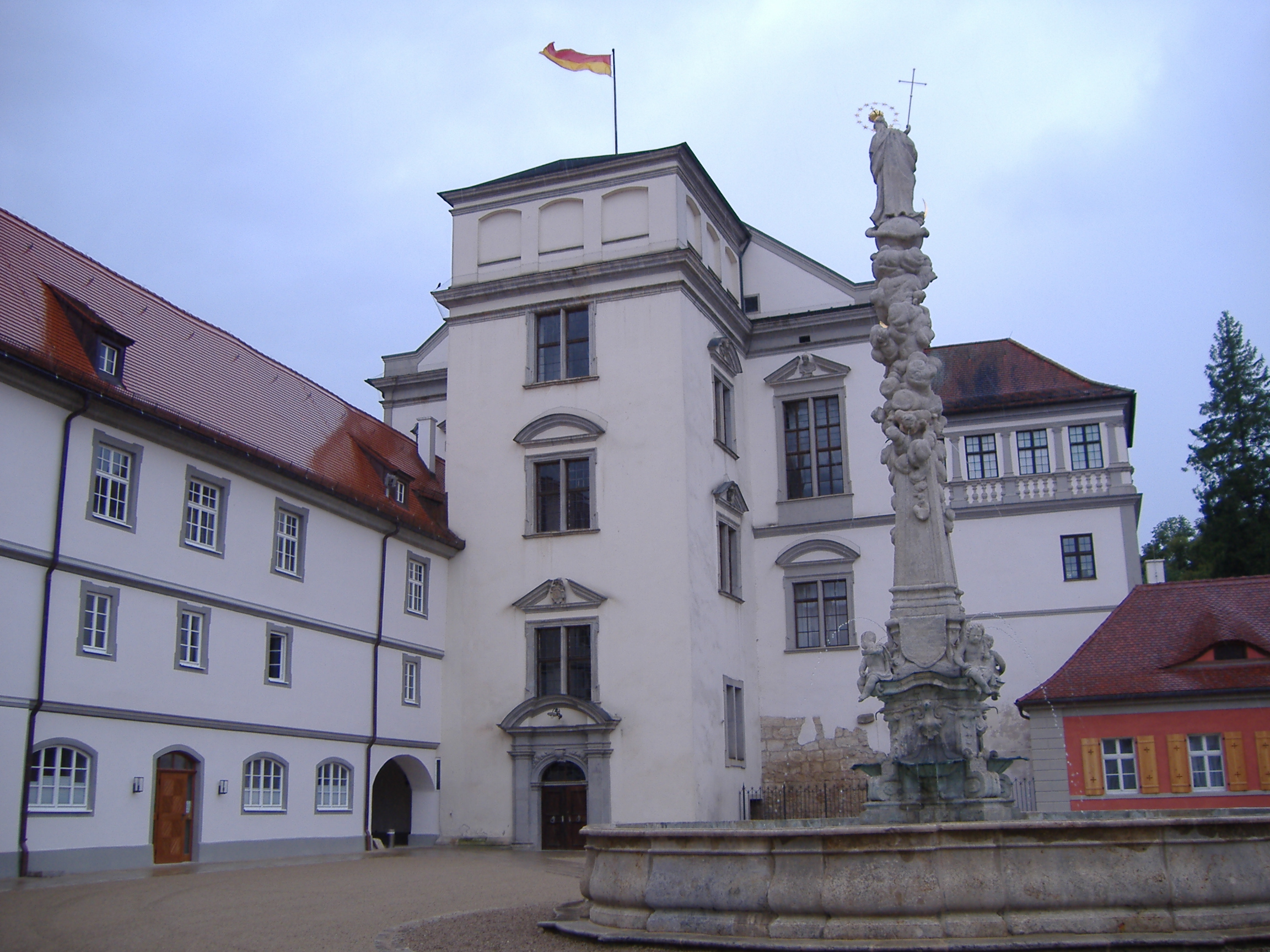
Castillo de Oettingen
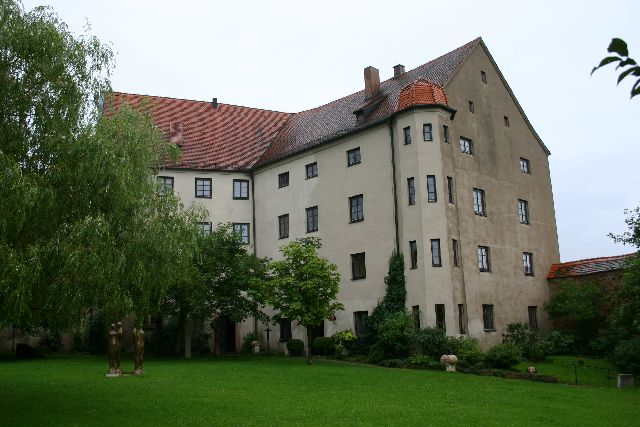
Castillo de Spielberg
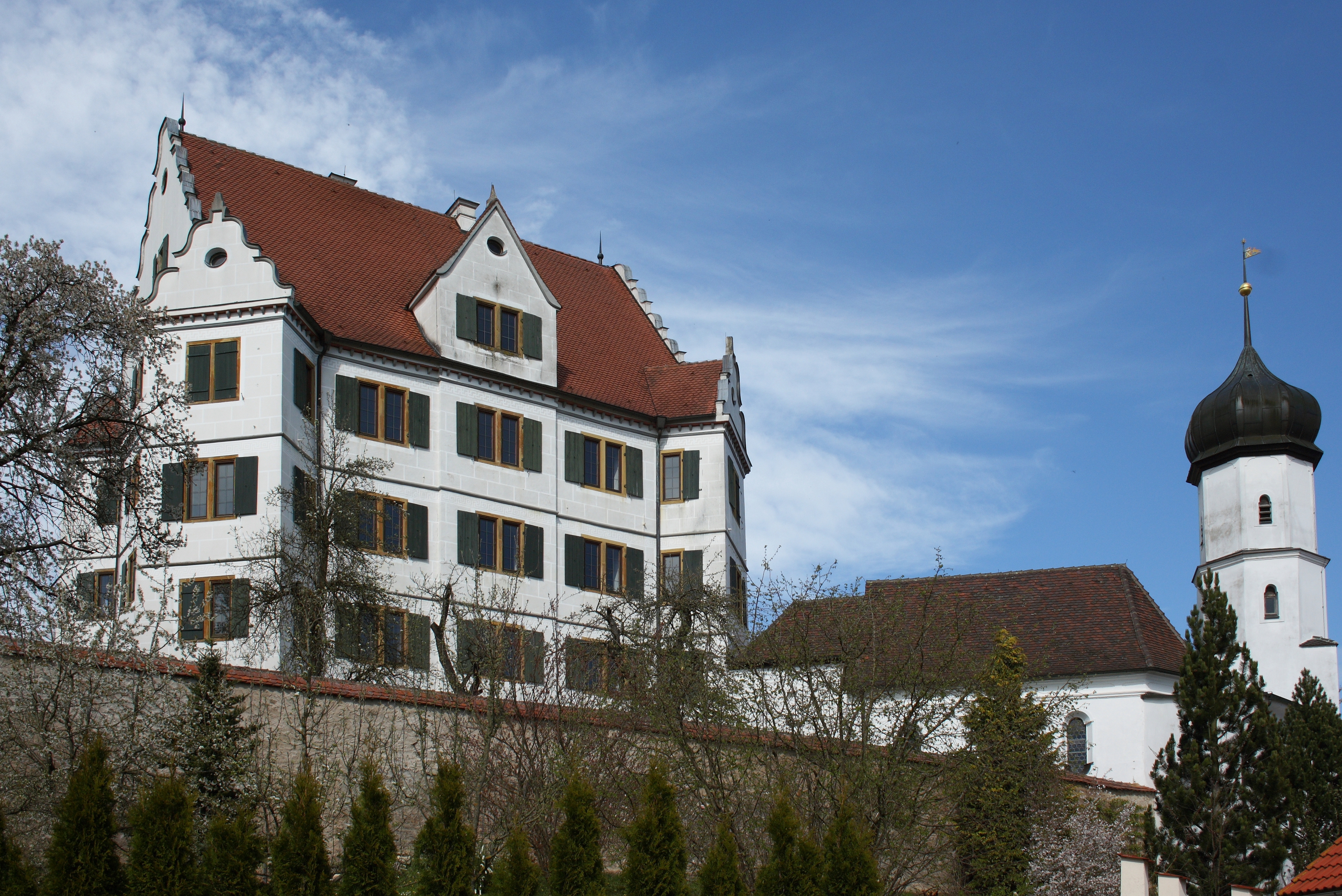
Castillo de Hirschbrunn

## Otros miembros
- Wolfgang I de Oettingen, Conde de Oettingen-Oettingen (1455-1522)
- María Dorotea Sofía de Oettingen-Oettingen (1639-1698), segunda esposa del Duque Everardo III de Wurtemberg
- Princesa Cristina Luisa de Oettingen-Oettingen (1671-1747), esposa del Duque  Luis Rodolfo de Brunswick-Luneburgo
- María Ana de Oettingen-Spielberg (1693-1729), esposa del Príncipe José Juan Adán de Liechtenstein